# Naval 1º de Maio
Associação Naval 1º de Maio este un club profesionist de fotbal din Figueira da Foz, Portugalia, care evoluează în Campeonato Nacional.

## Lotul actual
| Nr. |            | Poziție | Jucător        |
| --- | ---------- | ------- | -------------- |
| 1   | Brazilia   | P       | Guilherme      |
| 2   | Portugalia | F       | Tiago Mesquita |
| 3   | Angola     | F       | Raúl Martins   |
| 4   | Portugalia | F       | Diogo Vila     |
| 5   | Portugalia | F       | João Diogo     |
| 7   | Portugalia | F       | Carlitos       |
| 8   | Portugalia | M       | Filipe Melo    |
| 9   | Portugalia | A       | Roberto        |
| 10  | Portugalia | M       | João Martins   |
| 11  | Portugalia | A       | Tiago Cerveira |
| 12  | Portugalia | F       | Diogo Silva    |
| 13  | Portugalia | P       | Ricardo Neves  |

| Nr. |              | Poziție | Jucător         |
| --- | ------------ | ------- | --------------- |
| 18  | Zimbabwe     | F       | Eusébio         |
| 19  | Burkina Faso | M       | Djibril         |
| 22  | Brazilia     | F       | Léo Bonfim      |
| 23  | Portugalia   | A       | André Carvalhas |
| 24  | Portugalia   | F       | Luis Tinoco     |
| 26  | Brazilia     | A       | Rômulo Santos   |
| 27  | Portugalia   | M       | André Fontes    |
| 28  | Portugalia   | M       | Paulo Regula    |
| 29  | Mozambic     | M       | Telinho         |
| 33  | Portugalia   | P       | Vítor Nogueira  |
| 34  | Capul Verde  | A       | Pedro Moreira   |
| 37  | Portugalia   | F       | Vítor Alves     |

## Jucători notabili

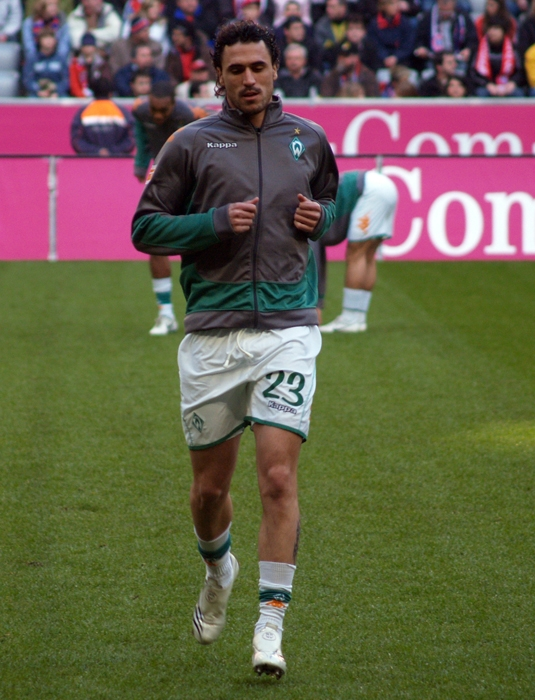
Portuguese international Hugo Almeida played youth football for Naval for several years, before moving to Porto.

| - Henrique Hilário - Mário Sérgio - João Fajardo - Hugo Almeida - Pedro Taborda - Wender - Marcelinho - Leandro Tatu - Fernando - Nei - Sekou Baradji | - Nicolas Godemèche - Alexandre Hauw - Romuald Peiser - Jérémy Sopalski - Damien Tixier - Wandeir - Bolívia - Mamary Traoré - Nabil Baha - Hamid Rhanem - Abiodun Agunbiade |  |

## Antrenori
- Ulisses Morais (1995–97, 2007–09)
- Guto Ferreira (2003)
- Toni (2003–04)
- Rogério Gonçalves (2004–05, 2006, 2010)
- Manuel Cajuda (2005)
- Álvaro Magalhães (2005–06)
- Mariano Barreto (2006–07)
- Francisco Chaló (2007)
- Augusto Inácio (2009–10)
- Victor Zvunka (2010)
- Carlos Mozer (2011)